# Rachel Reeves
Rachel Jane Reeves, född 13 februari 1979 i Lewisham i London, är en brittisk ekonom och politiker för Labour Party. Hon utnämndes i juli 2024 till finansminister i Keir Starmers nybildade regering. Reeves är den första kvinnliga finansministern i brittisk historia.

## Uppväxt och utbildning
Rachel Jane Reeves föräldrar var båda lärare. Hon studerade på Cator Park School for Girls i Beckenham. Hon studerade därefter till en kandidatexamen i filosofi, statsvetenskap och ekonomi på New College, Oxford och tog en magisterexamen på London School of Economics.

## Yrkesliv
Efter universitetsstudierna arbetade Rachel Reeves på Bank of England. Hon flyttade till Leeds 2006 för att arbeta på bank- och försäkringsbolaget HBOS.
Hon valdes in som parlamentsledamot 2010 och var skuggminister från 2011, bland annat från 2021 skuggfinansminister. Efter Labours valseger 2024 blev hon finansminister.

## Privatliv
Rachel Reeves är gift med statstjänstemannen Nicholas Joicey. Paret har en dotter och en son.